# Hydridgasphasenepitaxie
Hydridgasphasenepitaxie (englisch hydride vapor phase epitaxy, HVPE) ist ein epitaktisches Beschichtungsverfahren. Es wird in der Mikroelektronik unter anderem zur Herstellung von Schichten aus III-V-Verbindungshalbleitermaterialien eingesetzt; wobei die Ausgangsstoffe zum einen in metallischer Form vorliegen (Quellmaterial der Komponente aus der III. Hauptgruppe) und zum anderen in Wasserstoffverbindungen von Elementen der V. Hauptgruppe.

## Beispielverfahren: Galliumnitrid

### Verfahrensablauf
Ein Beispielverfahren ist das Überwachsen von Trägermaterial mit Galliumnitrid (GaN) (Ga = III-Element, N = V-Element), um daraus beispielsweise Substrate für blaustrahlende LEDs oder blaue Laser mit hoher Lebensdauer herzustellen. Die LEDs und Laser selbst können letztendlich nicht mit diesem Verfahren hergestellt werden, da die Schichtstrukturen sehr kompliziert sind und atomlagengenau abgeschieden werden müssen. Die HVPE ist ein Verfahren mit sehr hohen Wachstumsraten, die eine solche Kontrolle nicht zulassen. Da die Bauelemente jedoch kristallin möglichst perfekte Basiskristalle benötigen, eignet sich dieses Verfahren genau dafür.
Dabei wird Chlorwasserstoff (HCl, Gas der Salzsäure) und Gallium bei hoher Temperatur, etwa 600–800 °C, zu Galliumchlorid umgesetzt, dieses strömt weiter und trifft im weiteren Verlauf zusammen mit gasförmigem Ammoniak auf das Trägermaterial, das auch Substrat genannt wird. Bei kontrolliertem Druck und hohen Temperaturen reagiert dieses Gemisch zu Galliumnitrid. Es wird auf dem Träger abgeschieden und wächst zu einer GaN-Schicht. Typische Wachstumsraten, die mit guter Materialqualität erzielt werden, liegen zwischen 50 und 150 µm/h.

### Probleme
Das Hauptproblem der für GaN überwachsenen Träger ist, dass es sich nicht, wie bei anderen so hergestellten Halbleitermaterialien, z. B. Galliumarsenid (GaAs) oder Indiumphosphid (InP), um das gleiche Material handelt wie die Schicht, sondern meist um Saphir oder Siliziumcarbid. Das hat zur Folge, dass die Kristallgitter des Substrates und der Schicht nicht aufeinanderpassen.
Durch geschickte Prozessführung kann man es trotzdem erreichen, dass eine monokristalline Schicht erzeugt wird, die jedoch mit sehr vielen Kristalldefekten behaftet ist. Durch weiteres  dickes Wachstum dieser Schicht können diese Defekte dann abgebaut werden. Qualitäten wie sie üblicherweise bei anderen III-V-Halbleiterkristallen erreicht werden, sind jedoch noch nicht erreicht worden. Die besten Defektdichten im sogenannten Volumen-Galliumnitrid liegen immer noch um einen Faktor von 100.000 über den besten Werten z. B. im Galliumarsenid. Für die Lebensdauer von Laserbauelementen ist besonders niedrige Defektdichte des Substrates erforderlich. Mit HVPE-Galliumnitrid-Pseudosubstraten sind allerdings schon beträchtliche Lebensdauerwerte erreicht worden.
Es ist nicht möglich, defektarmes Galliumnitrid-Volumenmaterial, wie bei Galliumarsenid oder Indiumphosphid üblich, aus einer mit dem Gruppe-V-Element gesättigten Schmelze des Gruppe-III-Elementes zu ziehen. Der Grund dafür ist, dass der Stickstoff im Material bei den erforderlichen Wachstumstemperaturen einen immens hohen Dampfdruck hat; dieser müsste in der Kristallzuchtapparatur eingestellt werden. Beim Ziehen von Indiumphosphid hat der Phosphor schon einen Druck von über 30 bar, der Kristallzuchtapparat sieht wegen der extremen Anforderungen an die einzustellende Atmosphäre dementsprechend monströs aus. Beim Galliumnitrid liegt der Dampfdruck des Stickstoffs noch mehrere Größenordnungen höher, was ein wirtschaftliches Arbeiten kaum ermöglicht. Derzeit wird versucht, mittels HVPE größere, dicke Einkristallstäbe (Ingots) aus der Gasphase zu erzeugen. Dazu gibt es schon einige Veröffentlichungen.
Galliumnitrid-LEDs besitzen derzeit höchste Wirkungsgrade bei der Umsetzung elektrischer Energie in Licht. Ihre Effizienz wird derzeit nur noch von Leuchtstoffröhren übertroffen, deren Anwendungen durch nötige Bauformen recht eingeschränkt werden. Da LEDs mit geringen Spannungen auskommen und die Ströme auch moderat sind, ist ihr Einsatzbereich extrem vielfältig. Es gibt weltweit Bestrebungen, Lichterzeugung bis in die Haushalte mit Halbleiterelementen aus Galliumnitrid zu tragen. Besonders in der Volksrepublik China sind diese Bestrebungen außerordentlich stark.

## Geschichte
HVPE wurde in ihren ersten Tagen für Galliumnitrid eingesetzt, hat aber damals nur begrenzte Erfolge gezeigt, vor allem weil zu wenig über die Möglichkeiten des Galliumnitrids bekannt war. Erst mit der Entwicklung der blauen LED, die auf Galliumnitrid basiert, hergestellt allerdings mit der metallorganischen Gasphasenepitaxie (MOVPE), hat das Material an Bedeutung gewonnen. In der Zeit zwischen diesen Daten wurde das HVPE großtechnisch zur Herstellung anderer Verbindungshalbleiter eingesetzt, zum Teil für rote, orange und gelbe LED. Ein Grund dafür war, dass man mit der HVPE zwar sehr schnell dicke Schichten von guter Kristallinität erzeugen kann. Anderseits bestehen die moderneren Formen dieser Bauelemente mit höheren Lichtausbeuten aus Folgen sehr dünner Schichten, die mit extremer Präzision in der Dicke kontrolliert werden müssen, daher spielt HVPE in diesem Bereich kaum noch eine Rolle. Eine Ausnahme stellt die Abscheidung von Galliumphosphid-Pseudosubstraten bei bestimmten Typen von roten bis gelben Ultra-High-Brightness-LEDs dar. Sie werden als transparente Trägerschicht als oberste Lage aufgebracht, bevor das absorbierende Galliumarsenid-Substrat entfernt wird.